# دانیل لونا
دانیل لونا (انگلیسی: Donyale Luna؛ ۳۱ اوت ۱۹۴۵ – ۱۷ مهٔ ۱۹۷۹) یک هنرپیشه اهل ایالات متحده آمریکا بود.